# World Series of Poker 1980
1980 års World Series of Poker (WSOP) pokerturnering hölls vid Binion's Horseshoe.

## Inledande event
| Event                        | Vinnare                     | Pris (USD) | Tvåa      |
| ---------------------------- | --------------------------- | ---------- | --------- |
| $1 000 Seven Card Stud Split | Mickey Appleman             | $30 800    | Okänt     |
| $1 000 No Limit Hold'em      | Robert Bone                 | $69 000    | Okänt     |
| $2 000 Draw High             | Pat Callihan                | $15 600    | Okänt     |
| $400 Ladies' Seven Card Stud | Debby Callihan              | $14 880    | Okänt     |
| $5 000 Seven Card Stud       | Peet Chris                  | $90 000    | Stu Ungar |
| $10 000 Deuce to Seven Draw  | Sarge Ferris                | $150 000   | Okänt     |
| $1 500 No Limit Hold'em      | Gene Fisher                 | $113 400   | Okänt     |
| $1 000 Ace to Five Draw      | Jim Fugatti                 | $35 600    | Okänt     |
| $600 Mixed Doubles           | A. J. Myers och Lynn Harvey | $7 380     | Okänt     |
| $500 Seven Card Stud         | Bobby Schwing               | $52 800    | Okänt     |
| $1 000 Seven Card Razz       | Lakewood Louie              | $33 600    | Okänt     |

## Main Event
73 stycken deltog i Main Event. Varje deltagare betalade $10 000 för att delta.

### Finalbordet
| Placering | Namn             | Pris     |
| --------- | ---------------- | -------- |
| 1         | Stu Ungar        | $365 000 |
| 2         | Doyle Brunson    | $146 000 |
| 3         | Jay Heimowitz    | $109 500 |
| 4         | Johnny Moss      | $73 000  |
| 5         | Charles Dunwoody | $36 500  |
| 6         | Gabe Kaplan      | Inget    |